# Convallaria montana
Convallaria montana là một loài thực vật có hoa trong họ Măng tây. Loài này được Raf. mô tả khoa học đầu tiên năm 1840.